# مقاطعة كرافورد (أوهايو)
مقاطعة كرافورد (بالإنجليزية: Crawford County)‏ هي إحدى مقاطعات ولاية أوهايو في الولايات المتحدة الأمريكية.